# Liste der Naturschutzgebiete im Landkreis Gotha
Im Thüringer Landkreis Gotha gibt es 17 Naturschutzgebiete.
| Name des Gebietes                               | Bild           | Kennung | WDPA      | Landkreis / Stadt                                 | Beschreibung / Bemerkungen | Standort | Fläche in Hektar | Datum der Verordnung |
| ----------------------------------------------- | -------------- | ------- | --------- | ------------------------------------------------- | -------------------------- | -------- | ---------------- | -------------------- |
| Apfelstädtaue zwischen Wechmar und Wandersleben | weitere Bilder | 389     | 555514069 | Landkreis Gotha                                   |                            | Position | 118,3            | 2010                 |
| Apfelstädter Ried                               | weitere Bilder | 061     | 162231    | Landkreis Gotha                                   |                            | Position | 18,5             | 1996                 |
| Burgberg mit Baldrichstein und Kräuterwiese     | weitere Bilder | 035     | 162645    | Landkreis Gotha                                   |                            | Position | 33,3             | 1941                 |
| Großer Inselsberg                               | weitere Bilder | 038     | 14487     | Landkreis Gotha, Landkreis Schmalkalden-Meiningen |                            | Position | 142,5            | 1961                 |
| Hirschgrund                                     |                | 042     | 163699    | Landkreis Gotha                                   |                            | Position | 62,8             | 1961                 |
| Jonastal                                        | weitere Bilder | 391     | 555560775 | Landkreis Gotha, Ilm-Kreis                        |                            | Position | 714,1            | 2013                 |
| Kleiner Wagenberg                               |                | 037     | 164130    | Landkreis Gotha                                   |                            | Position | 28,1             | 1961                 |
| Oberhardt                                       | weitere Bilder | 036     | 164893    | Landkreis Gotha                                   |                            | Position | 6,9              | 1967                 |
| Röhnberg                                        | weitere Bilder | 332     | 165204    | Landkreis Gotha                                   |                            | Position | 222,7            | 1997                 |
| Saukopfmoor                                     |                | 041     | 165335    | Landkreis Gotha, Landkreis Schmalkalden-Meiningen |                            | Position | 34,6             | 1961                 |
| Schloßleite                                     | weitere Bilder | 333     | 319075    | Landkreis Gotha                                   |                            | Position | 120,3            | 1997                 |
| Seeberg                                         | weitere Bilder | 379     | 319100    | Landkreis Gotha                                   |                            | Position | 366,1            | 1941                 |
| Siebleber Teich                                 | weitere Bilder | 039     | 165566    | Landkreis Gotha                                   |                            | Position | 28               | 1967                 |
| Spittergrund                                    | weitere Bilder | 075     | 319126    | Landkreis Gotha, Landkreis Schmalkalden-Meiningen |                            | Position | 160,4            | 2001                 |
| Unstruttal zwischen Nägelstedt und Großvargula  |                | 329     | 165990    | Landkreis Gotha, Unstrut-Hainich-Kreis            |                            | Position | 192,6            | 1996                 |
| Vordere Schwarzbachwiese                        | weitere Bilder | 033     | 166099    | Landkreis Gotha, Wartburgkreis                    |                            | Position | 8,7              | 1967                 |
| Wiesen südöstlich Fischbach                     | weitere Bilder | 034     | 166297    | Landkreis Gotha                                   |                            | Position | 12,9             | 1967                 |